# Surinaamse Luchtvaart Maatschappij

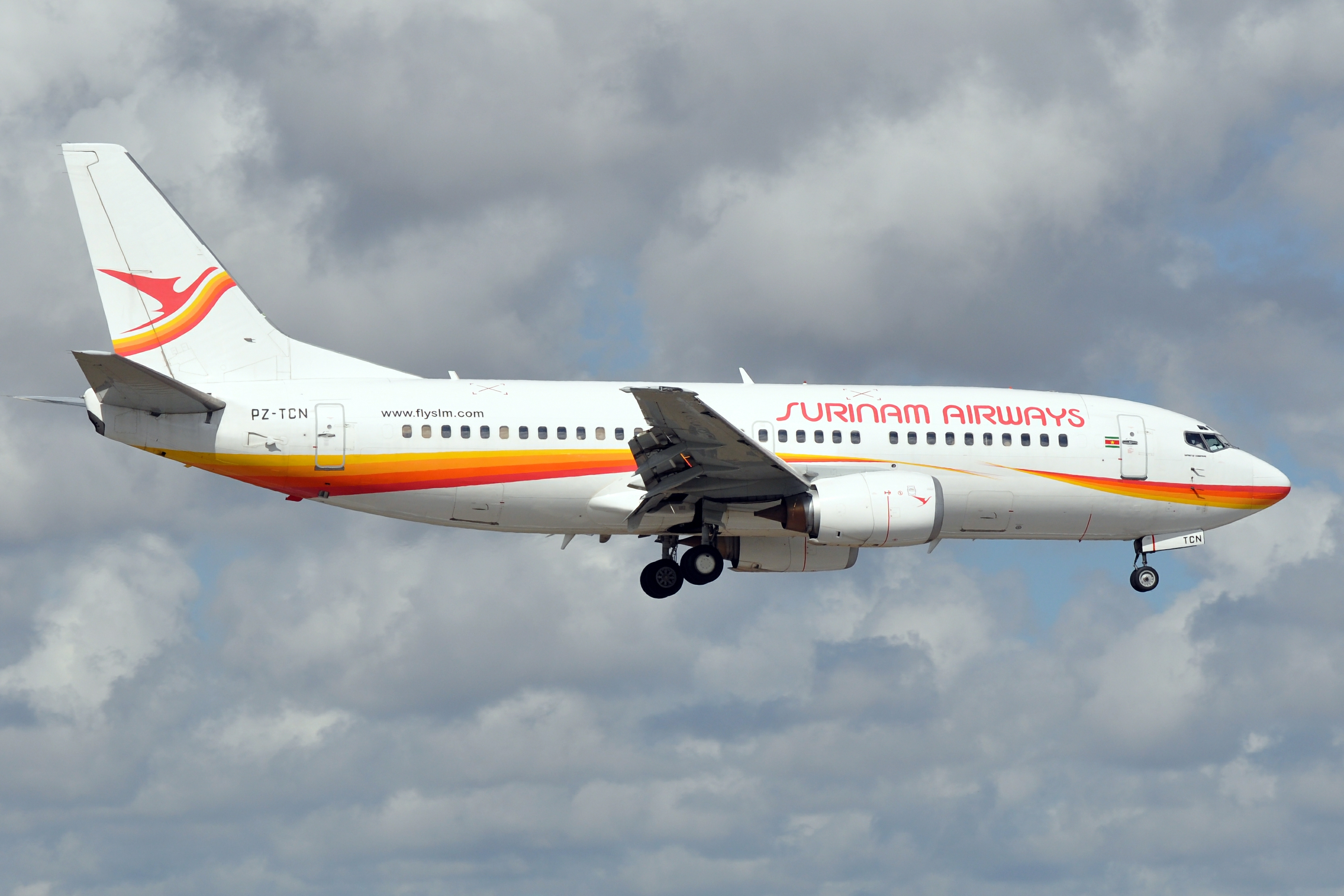
Boeing 737-300 van SLM

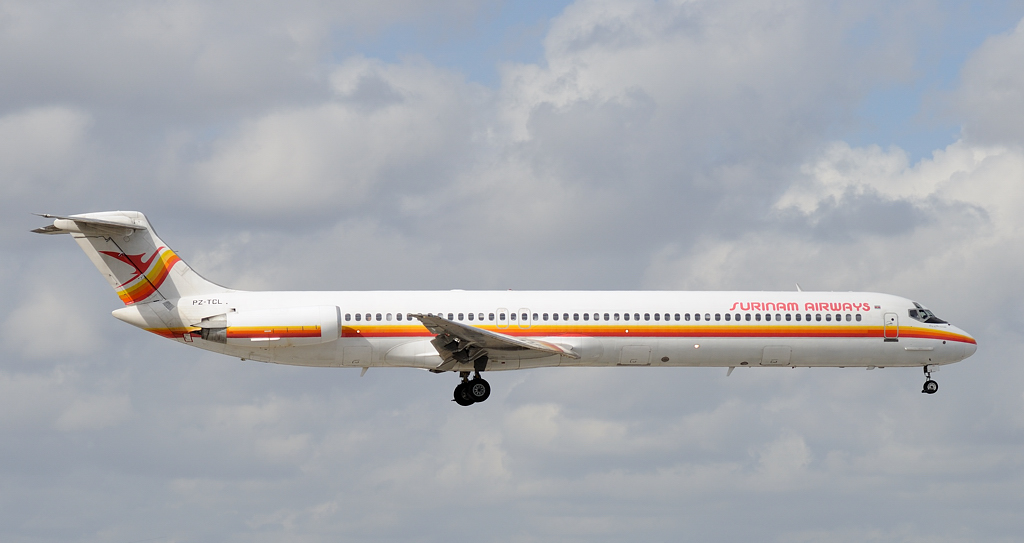
MD-82 van SLM (2009)

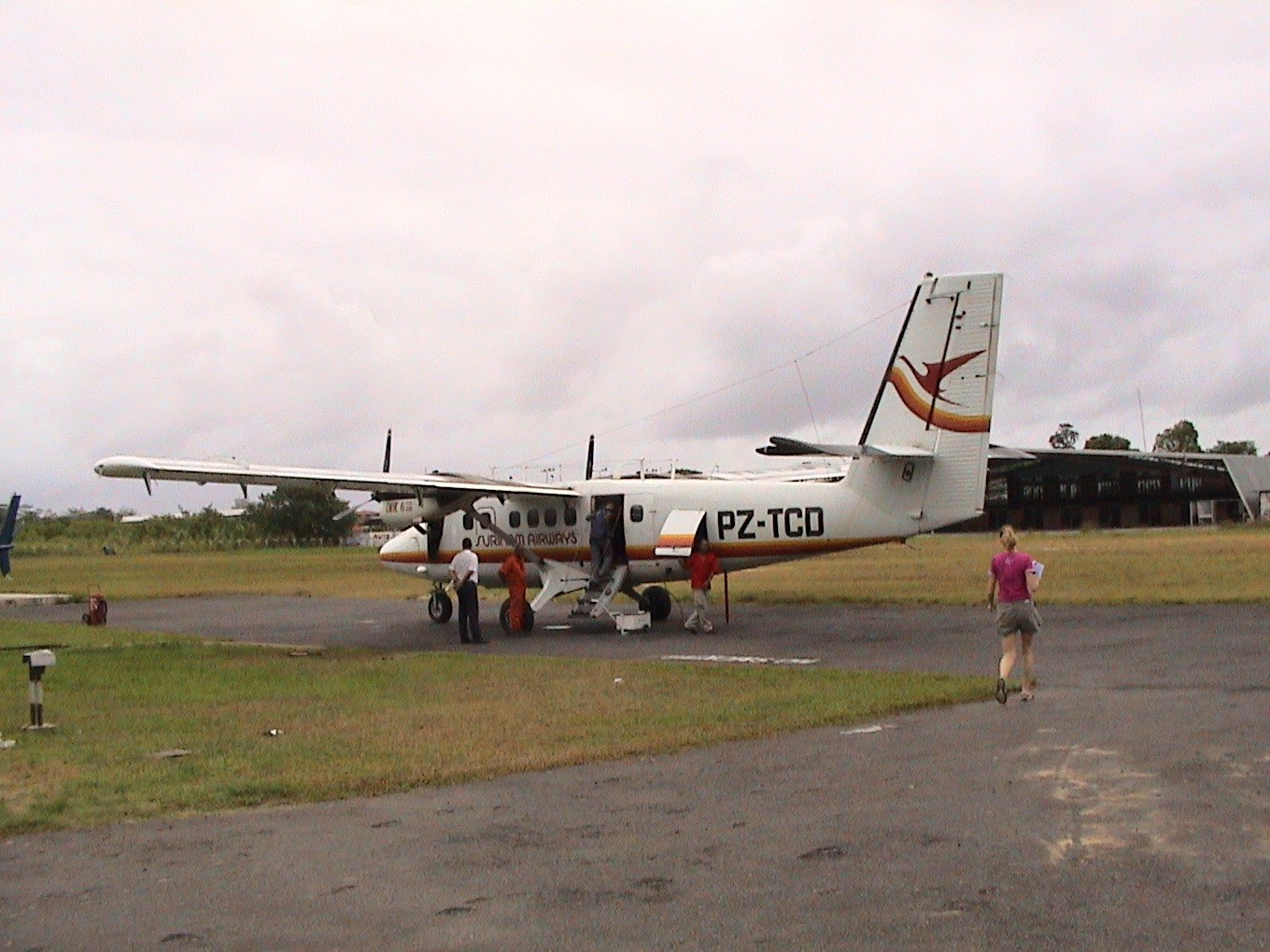
Twin Otter op Zorg en Hoop (2003)

De Surinaamse Luchtvaart Maatschappij (afgekort SLM; IATA-code: PY), ook wel Surinam Airways (SA) genoemd, is de nationale luchtvaartmaatschappij van Suriname.

## Geschiedenis

### Oprichting met binnenlandse vluchten
In 1953 besloten Ronald Kappel en Herman van Eyck een eigen luchtvaartmaatschappij op te richten. Toen ze een vergunning voor een binnenlandse luchtvaartmaatschappij verkregen, kochten ze een stuk grond in Paramaribo waar ze vliegveld Zorg en Hoop begonnen. Op 22 augustus 1953 voerde Luchtvaartbedrijf Kappel-Van Eyck de eerste vlucht uit. Het succes van Kappel en Van Eyck trok de aandacht van de Staten van Suriname, die het bedrijfje wilden doen opgaan in een nationale luchtvaartmaatschappij. Toen de onderhandelingen hierover stroef verliepen, zette Kappel het bedrijf stop en verkocht hij de toestellen. Onder druk vanuit de samenleving kwam er toch een akkoord tot stand.
De nieuwe maatschappij ging Surinaamse Luchtvaart Maatschappij heten en was op 1 januari 1955 een feit. Op 7 januari begon de SLM een binnenlandse lijndienst tussen Paramaribo en Moengo met twee toestellen van het type Cessna 170B die kort daarvoor waren aangeschaft. In het late najaar van 1958 werd Operation Grasshopper, oftewel Operatie Sprinkhaan, gestart, een gigantische onderneming om de geologie en bodemschatten van het gehele grondgebied van Suriname te gaan inventariseren. Vanuit Zorg en Hoop moesten hiervoor zeven kleine uitvalsbases, nieuw aan te leggen airstrips, diep in het binnenland worden aangelegd. De SLM kreeg de opdracht voor al het vervoer door de lucht en charterde hiervoor speciale toestellen, waaronder twee driemotorige Northrop YC-125 Raiders en een Chase YC-122. Al snel gingen stemmen op de beide particuliere partners uit te kopen. Kappel verongelukte echter in 1959. In 1962 werd Van Eyck alsnog uitgekocht, en op 30 augustus 1962 werd de SLM een staatsbedrijf. Het logo van SLM bestaat uit een gestileerde Sabaku, een Koereiger.

### Internationale uitbreiding
Vanaf 1964 participeerde de SLM in de lijndienst tussen Paramaribo en Curaçao, samen met de ALM en de KLM. De SLM had evenwel nog geen eigen toestel. Dat kwam er pas ten tijde van de Surinaamse onafhankelijkheid.
Op 2 november 1975 voerde de SLM haar eerste trans-Atlantische vlucht uit, in een van KLM gehuurde DC8-63 (registratie: PH-DEM). Het toestel werd in de eigen bedrijfskleuren gespoten en 25 november gedoopt, naar de datum van de aanstaande Surinaamse onafhankelijkheid later die maand. Voor de regionale lijndiensten werd een Boeing 737-200 gehuurd, gedoopt Tjon Tjon. Ook werd er nog een DC8-55CF aangeschaft van de KLM (PH-DCW), gedoopt Sabaku. Op 5 mei 1978 verongelukte op Zanderij een van Bellomy Lawson Aviation gehuurd DC-6F-vrachtvliegtuig (N3493F) van Surinam Airways Cargo. De twee piloten overleefden deze crash. Ter vervanging van het verongelukte toestel werd van 1978 tot 1980 een andere DC-6F (N47058) van Bellomy Lawson Aviation gehuurd en in de kleuren van Surinam Airways Cargo gespoten. Eind jaren zeventig had de SLM een vloot van 8 vliegtuigen, tot op de dag van vandaag ongeëvenaard.
In november 1983 huurde de SLM een McDonnell Douglas DC8-62 (N1809E) van het Amerikaanse Arrow Air en doopte deze kist aanvankelijk tot Fajalobi, maar na het behalen van de gouden Olympische medaille door de Surinaamse zwemmer Anthony Nesty in 1988 werd dit toestel naar hem vernoemd. Op 7 juni 1989 ging dit toestel bij de SLM-ramp, waarbij 176 inzittenden om het leven kwamen, verloren. Van april 1986 tot augustus 1992 werd van Arrow Air een DC8-63 gehuurd (N4935C) en omgedoopt tot Stanvaste. Van april 1989 tot 1991 volgde de huur van een DC8-62CF met registratie N1806, eveneens van Arrow Air. Voor de regionale routes werd van mei 1993 tot april 1997 een De Havilland DHC-8-311, een zogenaamde Dash 8-300, (N106AV) gebruikt door SLM.

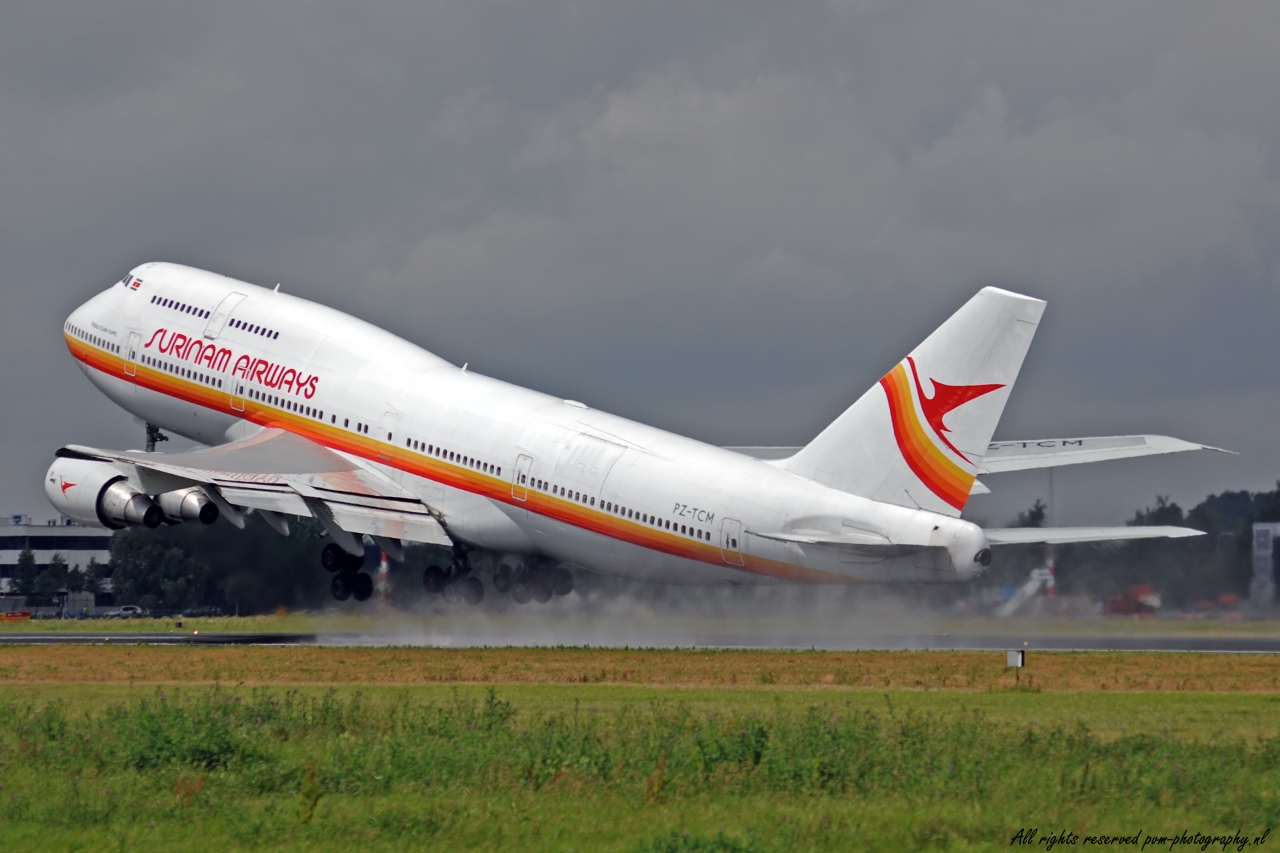
Surinam Airways Boeing 747-306 Ronald Elwin Kappel

In 2004 werd een Boeing 747-306 van de KLM overgenomen (daar in gebruik onder de naam Leonardo da Vinci en met registratie PH-BUW) die op 11 augustus 2004 omgedoopt werd tot Ronald Elwin Kappel en de Surinaamse registratie PZ-TCM kreeg. Eind 2009 werd deze 747 vervangen door een Airbus A340-311 (ex-F-GLZG van Air France) met registratie PZ-TCP en als naam Palulu. Deze werd geleased van ILFC. Dit toestel is in 2015 vervangen door een nieuwere Airbus A340. De Boeing 747 werd in januari 2010 geparkeerd op Pinal Airpark in Arizona.
Ook in 2009 werden er twee Boeing 737-toestellen (PZ-TCN, genaamd District of Commewijne en PZ-TCO, genaamd District of Marowijne) aangeschaft via een lease met Ansett Worldwide Aviation Services (AWAS) voor de regionale operatie van SLM, naar onder andere Miami, Georgetown, Port of Spain, Aruba, Curaçao en Belem in Brazilië. Deze twee 737's vervingen de tot juni 2009 gebruikte MD-82 (PZ-TCL, genaamd City of Paramaribo) en DC-9-51 (PZ-TCK, genaamd District of Wanica) en de daarvoor (tot 1999) gebruikte MD-87 (PZ-TCG, genaamd District of Para).
In 2013 werd de vloot uitgebreid met een derde Boeing 737-300, de PZ-TCQ genaamd Gouden Regen. De drie Boeing 737-300's onderhielden het regionale netwerk van Surinam Airways.
In april 2014 werd een mijlpaal in de Surinaamse luchtvaartgeschiedenis bereikt toen Astrid Deira als eerste vrouwelijke Surinaamse gezagvoerder op de Boeing 737 van de SLM mocht vliegen. Zij had reeds jaren ervaring als copiloot bij de SLM met onder andere de Airbus A340-300 op de trans-Atlantische route Paramaribo-Amsterdam. Daarvoor vloog Astrid Deira op de MD-80 regionaal en jarenlang op de DHC6-Twin Otters in de toentertijd binnenlandse operatie van SLM.

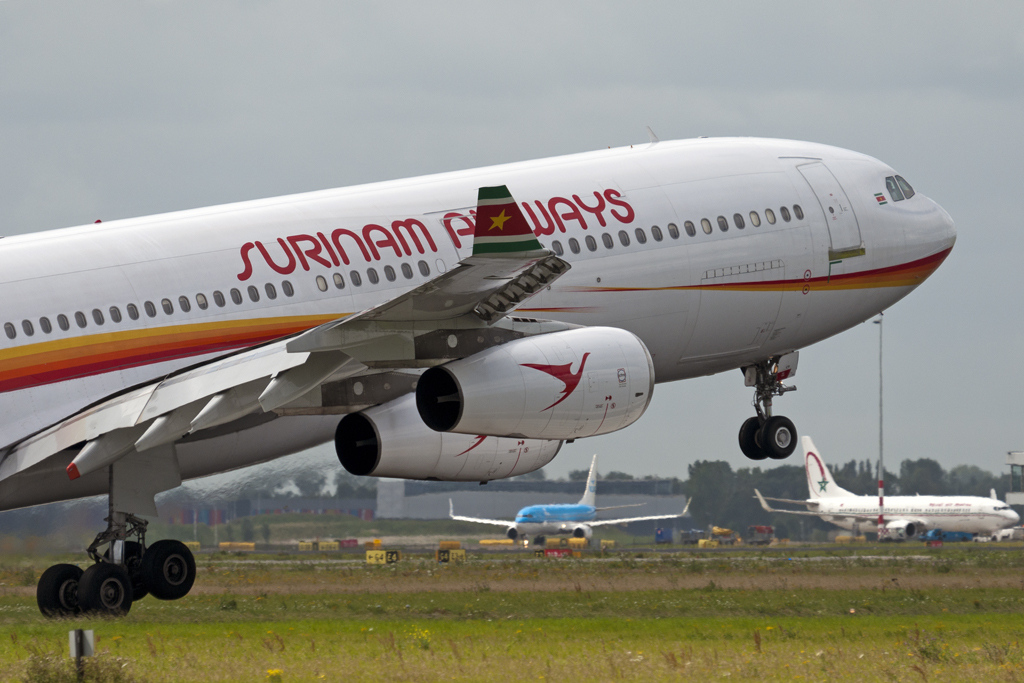
Palulu De A340-300 van Surinam Airways met registratie PZ-TCP

Per 30 november 2015 liep het leasecontract van de A340-300 PZ-TCP af. Op 8 december 2015 vloog dit toestel in opdracht van de eigenaar naar Arizona. Als vervanger heeft de SLM een jongere A340-300 aangeschaft. Dit toestel maakte zijn eerste vlucht in 1998 en heeft voor China Southwest Airlines, Garuda en Air China gevlogen. Het stond sinds april 2015 opgeslagen in Tarbes Lourdes Pyrénées Airport te Frankrijk en maakte op 26 december 2015 met registratie PZ-TCR zijn eerste commerciële vlucht voor de SLM. Deze nieuwere Airbus A340-313 wordt geleased voor een periode van vier jaar t/m eind 2019.
Eind 2017 werd afscheid genomen van twee van de Boeing 737-300 toestellen met registratienummers PZ-TCO en PZ-TCN. De leasecontracten van beiden toestellen liepen af. Vanaf november 2017 t/m april 2018 werd een Boeing 737-800 (OK-TSF) van het Tsjechische leasebedrijf Travel Service A.S. gehuurd, dat voor Surinam Airways in Smart Wings kleuren vloog. Bij lease maatschappij DAE Capital werd een Boeing 737-700 (PZ-TCS, genaamd District of Saramacca) besteld, een voormalig Air China toestel dat op 16 april 2018 in Suriname arriveerde en eind mei 2018 operationeel werd bij SLM. Op 23 december 2018 arriveerde een tweede Boeing 737-700 (PZ-TCT, genaamd District of Brokopondo) in Suriname. Dit is een voormalig Aeroméxico-vliegtuig en wordt geleased van Aircastle. De verwachting is dat dit toestel januari 2019 operationeel is.
Op 16 januari 2019 vertrok de eerste vlucht met volledig vrouwelijke crew in de Surinaamse luchtvaartgeschiedenis. Vlucht PY631 van Paramaribo naar Oranjestad, Aruba. De Boeing 737-700 werd bestuurd door gezagvoerder Astrid Deira en eerste officier Sha'ira Zuiverloon. De purser was Jo-Ann Leysner, en zij werd bijgestaan door cabineleden Ifna Bernadin en Nancy Kasanngaloewar. De complete afhandeling en uitvoering voor deze vlucht werd door vrouwen bewerkstelligd.
Vanaf december 2019 werd een Boeing 777-200 (bouwjaar 2002) voorheen in gebruik bij Singapore Airlines en Air New Zealand geleased van Boeing Capital als opvolger van de Airbus A340-300. In december 2020 werd de eerste commerciële ETOPS vlucht uitgevoerd met de Boeing 777-200 (PZ-TCU, genaamd Bird Of The Green Paradise). Door weinig passagiersvluchten als gevolg van de coronacrisis en mogelijk hoge onderhoudskosten werd de 777 in maart 2021 vroegtijdig teruggegeven aan Boeing Capital. Het toestel staat voorlopig geparkeerd in Victorville.
In de drukke zomer van 2022 schrapte de maatschappij een flink aantal vluchten vanuit Paramaribo naar haar regionale bestemmingen. Ook de vluchten naar Amsterdam werden voor een periode van circa 4 weken geschrapt. De Surinaamse luchtvaartmaatschappij is afhankelijk van inhuur van vliegtuigen om deze dienst te onderhouden. Het bedrijf kampt met een schuldenlast van US$ 100 miljoen en verhuurders willen zekerheden dat de rekeningen betaald worden. Volgens de SLM zelf was het schrappen van vluchten nodig om hun herstructureringsproces uit te kunnen voeren. In dezelfde maand vluchtte directeur P. de Haan met zijn gezin uit Suriname. Hij werd door het bekend maken van de herstructurering bedreigd en vond het niet meer veilig om directeur te zijn van Surinam Airways.  S. Gonesh nam de taken van de Haan over als interim directeur.
In augustus 2022 ontving de maatschappij, als eerste stappen richting herstructurering, haar eerste Boeing 737-800. Met dit vliegtuig werden er vluchten uitgevoerd naar Georgetown, Miami, Aruba en Curaçao. Dit verliep over het algemeen soepel en goed. 
In januari 2023 maakte de luchtvaartmaatschappij bekend te gaan vliegen met een Airbus A340-300. Dit vliegtuig vloog voorheen bij Air Belgium en Finnair. De luchtvaartmaatschappij had hiervoor een leasecontract getekend voor 8 maanden, maar had de intentie om dit te verlengen. Ook dit maakte deel uit van het herstructureringsproces. In Maart 2023 ontving de maatschappij dit vliegtuig. Na een periode waarin er veel geregeld moest worden om het vliegtuig operationeel in te zetten, vertrok het vliegtuig in begin juni vanuit Paramaribo naar Brussel voor een korte onderhoudscheck. In dezelfde week vertrok het vliegtuig naar Schiphol. Een week later begon het vliegtuig vluchten uit te voeren vanuit Amsterdam naar Paramaribo. Dit werd in eerste instantie gedaan op woensdag, vrijdag en zondag. Later werden er ook vluchten uitgevoerd op zaterdag. In de zomer van 2023 bereikte de SLM een piek van de hoeveelheid vluchten. Er werden extra vluchten gezet op maandag en donderdag en op specifieke datums werd er een extra vlucht ingezet op woensdag. Deze vluchten zaten allemaal snel vol door de uitzonderlijk lage prijzen. Na de zomer werd de hoeveelheid weer teruggevoerd naar 3 keer per week.
In juli 2023 ondertekende de SLM een leasecontract voor een tweede Boeing 737-800 met AerCap. 3 maanden later arriveerde dit vliegtuig in Paramaribo. Dit vliegtuig zou de andere Boeing 737 versterken op de regionale routes.  Er zou vaker gevlogen worden naar Miami. In december voegde de maatschappij Barbados en Belém weer toe aan het netwerk.  De vluchten naar Barbados worden uitgevoerd via Georgetown en de vluchten naar Belém worden rechtstreeks uitgevoerd.
In dezelfde periode verlengde de maatschappij de lease voor de Airbus A340. Dit betekende dat dit vliegtuig ook in de drukke kerstperiode ingezet kon worden op de Mid-Atlantische route. Tijdens deze periode werden het aantal vluchten per week ook opgevoerd. Deze vluchten zaten ook snel vol, omdat de prijzen voor een retourtje laag waren.
In maart 2024 vond een speciaal opsporingsteam in Suriname een grote hoeveelheid cocaïne in dozen onder de cockpit van de Airbus A340-300 die gereed stond om naar Amsterdam te vertrekken. Dit bedroeg maar liefst 593 kilogram.  Dit was meer dan wat er in heel 2022 gevonden werd. De vlucht werd vertraagd met een flink aantal uren, maar vertrok uiteindelijk naar Amsterdam. Uit onderzoek bleek dat de cocaïne afkomstig was uit Nickerie.
In dezelfde maand vonden er regelmatig technische problemen plaats met de Airbus A340-300. Er waren o.a. problemen met het vrachtruim waardoor er geen bagage kon meevliegen. Er werden vluchten geannuleerd. Dit gebeurde allemaal een weekend voordat het leasecontract verliep. Op dinsdag 26 maart 2024 landde het vliegtuig voor het laatst op Schiphol en in dezelfde week vloog het vliegtuig terug naar het leasebedrijf. De Mid-Atlantische route wordt uitgevoerd met gehuurde vliegtuigen van het Duitse Universal Sky Carrier. 
Op 3 juni 2025 werd bekend gemaakt dat alle Surinaamse luchtvaartmaatschappijen verboden zijn om te vliegen naar de Europese Unie. Dit verbod geld ook voor de SLM. Het verbod is opgelegd door de Europese Commissie die stelt dat Surinaamse luchtvaartmaatschappijen niet voldoen aan de veiligheidseisen van de Europese Unie. Als gevolg van dit verbod, is de SLM gestopt met het vliegen naar Cayenne. De vluchten naar Aruba en Curaçao worden nog voortgezet. Ook de vluchten naar Amsterdam worden voortgezet, omdat zij uitgevoerd worden door het Duitse Universal Sky Carrier.

### SLM-ramp

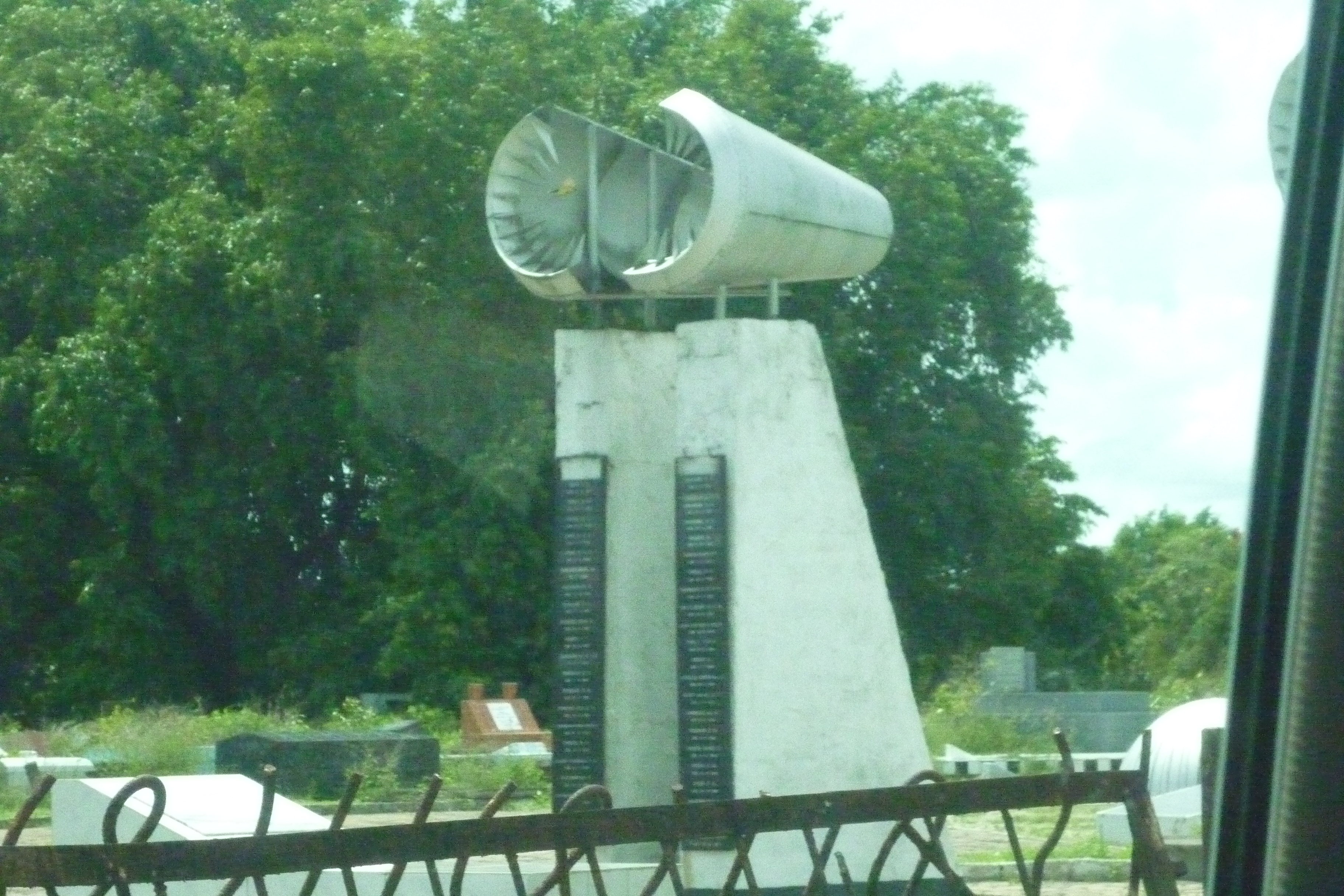
Monument vliegramp in Paramaribo

Op 7 juni 1989 raakte de SLM betrokken bij de ergste vliegramp uit de Surinaamse geschiedenis, de SLM-ramp, toen nabij Zanderij een naar Anthony Nesty genoemde Douglas DC-8-62 neerstortte en 176 personen (167 passagiers en 9 bemanningsleden) het leven lieten.

### Ontwikkelingen en samenwerkingen
Tot 2005 verzorgde de SLM binnenlandse vliegdiensten vanaf het vliegveld Zorg en Hoop met diverse vliegtuigtypes als de Cessna 170B, de Piper Apache, de Douglas DC-3, Beech G-18 en Cessna 206. Geen enkel toestel sprak echter zoveel tot de verbeelding als de de Havilland Canada (tegenwoordig Bombardier) DHC-6 Twin Otters, die meer dan 35 jaar de werkpaarden waren van de SLM in de binnenlandse operatie. Dit toestel had als voordeel dat het de mogelijkheid tot een zogenaamde Short Take Off and Landing (STOL) heeft en 20 passagiers kan vervoeren.
In november 2014 maakten Surinam Airways en de Amerikaanse Eastern Air Lines Group, Inc. melding van hun intentie tot strategische samenwerking op operationeel-technisch en commercieel gebied. In september 2017 werd Eastern Air Lines overgenomen door Swift Air en samengevoegd met Dynamic Airways.
Van januari 2017 tot 1 november 2019 had de SLM een samenwerking met TUIfly. TUIfly verkocht tickets naar Suriname op basis van een ‘code-share’ overeenkomst. Twee keer per week werden er met de Airbus A340 code-share vluchten uitgevoerd tussen Amsterdam en Paramaribo. Vanaf 1 juli 2017 vloog TUIfly ook eenmaal per week met haar eigen Boeing 787 Dreamliner op de route naar Suriname onder deze code-share. Na beëindiging van de samenwerking op 1 november 2019 vloog TUIfly tweemaal per week zelfstandig naar Suriname.
Op 26 februari 2018 publiceerde de Surinaamse krant De Ware Tijd een artikel dat zij over veiligheidsdocumenten beschikten waarin onder andere de KLM en Caribbean Airlines zijn beklag deed over ongetraind beladingspersoneel bij de SLM. De Surinaamse maatschappij zou niet voldoen aan de veiligheidseisen en de vliegveiligheid zou daarmee in gevaar zijn. De KLM bevestigde later de voorgevallen incidenten. De SLM betreurde de berichtgeving en noemde die ‘erg overtrokken’.

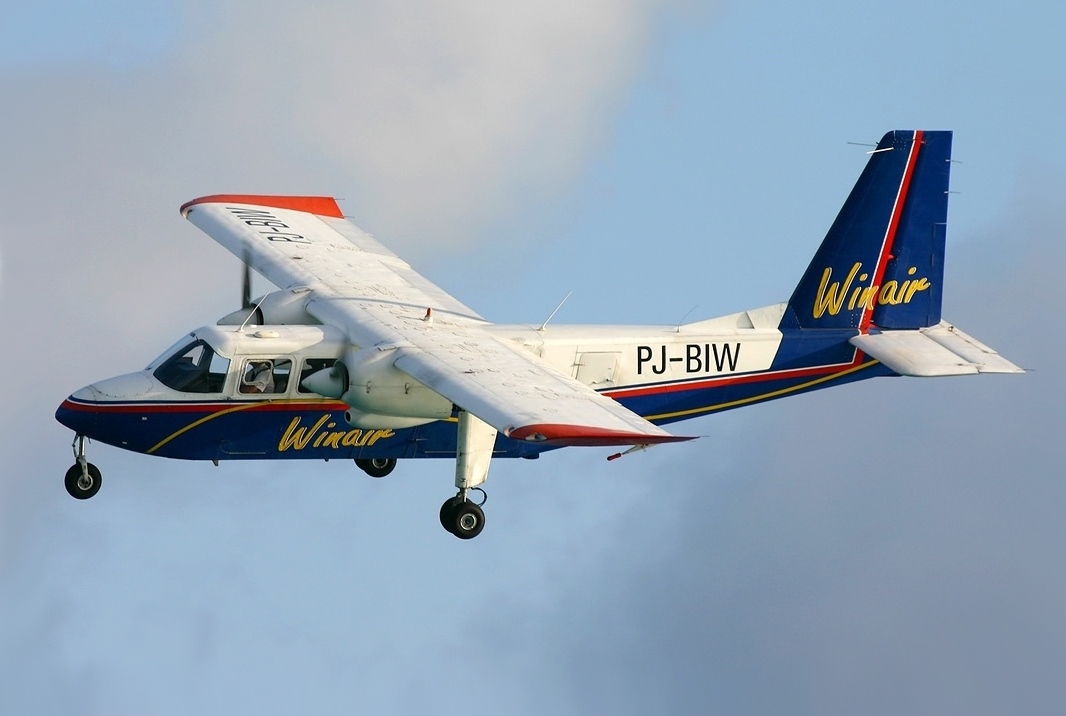
Winair

Op 17 mei 2024 maakte de Surinaamse krant Waterkant.net bekend dat de SLM een interline-partnership is aangegaan met de uit Sint-Maarten afkomstige luchtvaartmaatschappij Winair. Deze samenwerking zou ervoor moeten zorgen dat passagiers verder verbonden worden in het Caribisch gebied. De passagiers kunnen met de SLM vliegen vanuit Paramaribo naar Aruba of Curaçao. Hier kunnen zij overstappen op een vlucht van Winair naar Sint-Maarten. Vanuit Sint-Maarten kunnen zij weer overstappen op een vlucht naar een van de bestemmingen van Winair. 

### President-directeuren
- R.E. Kappel (1953–1955)
- H. van Eijck (1955–1958)
- N. Zaal (1960–1962)
- K.C. de Miranda (1962–1965)
- G. Veira (1965–1970)
- B.Th. Maes (1970–1979)
- ing. L.C. Johanns (1979–1980)
- ir. E. Marhé (1980–1981)
- Mr. M. Mungra (1981–1989)
- D.E. Deira (1989–1991, waarnemend directeur)
- R.H. Calor (1991–1994)
- R. Lachmising (1994–2005)
- H. Jessurun (2005–2010)
- E. Henshuijs (2011 – januari 2016)
- L. Voigt (januari 2016 – juli 2016)
- R. Lachmising (juli 2016 – februari 2018)
- G. Lau (juli 2018 – juli 2019)
- R. Radjkoemar (september 2019 – oktober 2020)
- P. de Haan (maart 2021 – augustus 2022)[49]
- S. Gonesh (augustus 2022 - heden, interim-directeur)

## Dochterondernemingen binnen de SLM Group
Surinam Airways, die zichzelf de ‘Nationale Carrier’ noemt, bezit binnen de SLM Group de volgende dochterondernemingen:
- Surair Catering Services
- Surair Ground Services
- Surair Aircargo services
- METS Travel & Tours
- Residence Inn Hotels

Het in-flight magazine van Surinam Airways heet Sabaku, uitgesproken als ‘Sabbakoe’ met de klemtoon op de laatste lettergreep. Sabaku is het Surinaamse woord voor reiger, het symbool van Surinam Airways.

## Vloot

### Huidig
Per 24 juli 2024 bestaat de vloot uit:
| Type           | Aantal | Besteld | Registratie(s) | Max. passagiers (Business / Economy)                | Routes           | Opmerkingen                                                                                                |
| -------------- | ------ | ------- | -------------- | --------------------------------------------------- | ---------------- | --- |
| Boeing 737-800 | 2      | 0       | PZ-TCV/PZ-TCX  | PZ-TCV = 150 (C12 / Y138) PZ-TCX = 162 (C12 / Y150) | Regionale routes | Geleased en gedoopt tot de naam Sabaku. (PZ-TCV) De PC-TCX wordt sinds september 2023 geleased van Aercap. |
| Totaal:        | 2      |         |                |                                                     |                  | |

De Mid-Atlantische route (Paramaribo - Amsterdam v.v.) wordt sinds Maart 2024 uitgevoerd door gehuurde toestellen van verschillende luchtvaartmaatschappijen en charterbedrijven.

### Verleden
De SLM heeft in het verleden de volgende vliegtuigen gehad: 
- Airbus A340-300[53]
- Beech G-18S
- Bell 47G Helicopter
- Boeing 707-320C
- Boeing 737-200
- Boeing 737-300
- Boeing 747-306
- Boeing 777-200[26][54]
- Cessna UC-78C Bobcat
- Cessna 170B
- Cessna 206
- de Havilland Canada DHC6-100 Twin Otter

- de Havilland Canada DHC6-300 Twin Otter
- DHC-8-300
- Douglas C-47A
- Douglas C-47B
- Douglas DC-6A
- Douglas DC-6B
- Douglas DC-8 Series 50
- Douglas DC-8 Super 60 Series (-62 en -63 modellen)
- McDonnell Douglas DC-9-50
- McDonnell Douglas MD-80
- Piper PA-18 Super Cub
- Piper PA-23-160 Apache E